# Helicopsyche sperata
Helicopsyche sperata is een schietmot uit de familie Helicopsychidae. De soort komt voor in het Palearctisch gebied.